# Maninkakan de l'Est
Cet article concerne le maninkakan de l’Est. Pour le peuple maninka ou les autres variantes de maninka, voir Malinké (peuple d'Afrique) et Mandingue (langue).
Le maninkakan de l'Est est une langue mandingue d'Afrique de l'Ouest parlée en Guinée par 3 millions de personnes (2012), au Mali par 390 000 personnes (2009) et en Sierra Leone par 108 000 personnes (2006).

## Caractéristiques
C'est une langue proche mais différente du malinké de Kita et du malinké de l'Ouest. Elle est aussi proche du bambara au Mali.

## Alphabets
Le malinké de l'Est peut s'écrire avec les alphabets latin, arabe ou n'ko[réf. nécessaire].

## Lexique
- Malinké : Màninka
- Européen : Tùbabu
- Homme : Kě
- femme : Mùsú
- jeune fille : sunkudun
- Soleil : télé
- L'enfant : Den
- habit : faanin
- argent : worì, wodi, wadi, wari, gbé
- Vendre : fère
- Marcher : Tàama
- Courir : Bori
- Chaussures : samada
- Prier : Sali, dali
- Main : Bolo
- Fer : Nèe
- Cheval : so
- Vache : ninsi
- Chat : ɲàari, ɲankuma
- Viande : Sobo
- Manger : do̍mu, damun, dawun
- Tête : kùn
- Imbécile : Juwa, nanloma
- Fou : fato
- Champ : fodo, foro,sene
- Pauvre : bolokolon
- Vérité : Tuɲá, sawaba
- Partir : taga
- Sortir : bo
- Venir : na
- Maison : bpn
- Route : sílà
- Aller : wá